# Lucrezia Galletta
Lucrezia Galletta (años 1520 - 1580), conocida como "la Luparella", fue una cortesana y banquera italiana. 

## Biografía
Originaria de Bolonia, aproximadamente desde 1540 fue una de las cortesanas más famosas de Roma, con, entre otros, el obispo Quintio de Rustici entre sus clientes. Fue descrita como una cortesana que, a pesar de su profesión, mostraba una impresión de "respetabilidad". Su cliente más famoso fue Francesco Spinelli, tesorero del Banco Altoviti, de quien se convirtió en amante en 1546. Cuando Spinelli escapó de Roma acusado de un desfalco, Galletta estuvo involucrada en un famoso y prolongado juicio de Bindo Altoviti, quien la acusó de estar involucrada en el crimen de Spinelli, y pasó algún tiempo en prisión, pero como no se concedió permiso para torturarla, no se pudo establecer su culpabilidad y finalmente fue absuelta en 1553.
Cuando su capital fue tal que pudo vivir de las rentas, dejó su profesión de cortesana y en 1559 obtuvo permiso para dejar de figurar en la lista pública de cortesanas. Gracias a la fortuna acumulada, se dedicó a los negocios y se convirtió en una importante banquera. Fue la única mujer que, junto a muchos cardenales y miembros de las familias romanas más nobles, firmó el documento del 18 de enero de 1560, el llamado "grand parti de Lyon", con el que se otorgaba un gran crédito al rey de Francia. Prestó dinero, entre otros, al protonotario apostólico Ferdinando Spinello, al banquero Bernardo Acciaiuoli y a Vincenzo Fuschieri, obispo de Montefiascone.
En 1566, todas las cortesanas de Roma fueron expulsadas de la ciudad por orden del Papa Pío V, y solo aquellas que se casaron o ingresaron en un convento pudieron quedarse. Aunque la directiva no se aplicaba formalmente a ella, se usó para hacerla sospechosa ante los rivales comerciales y se casó solo sobre el papel con Niccolò Turini para evitar dificultades. Durante sus últimos años vivió cerca del convento de Santa Marta, que prefirió cuando su hija adoptiva tomó los hábitos en él.